# کیهان اردو
کیهان اردو نشریه‌ای به زبان اردو بود که مؤسسه کیهان آن را در اوایل دهه ۱۳۷۰ چاپ می‌کرد.
سید محمد اصغری، نماینده وقت ولی فقیه در مؤسسه کیهان در سرمقاله شماره نخست این نشریه تحت عنوان «ضرورت‌ها و راه‌وروش‌ها» دلیل انتشار این نشریه را چنین بیان می‌کند:
«... در سفر اخیر به کشور برادر پاکستان و دیدار با نویسندگان و روزنامه‌نگاران دردآشنا بر آن شدیم که… در چاپ و انتشار کیهان اردو گام برداریم و با توکل بر خداوند، جای خالی نشریه‌ای را که ما را با صدها میلیون خواهر و برادر اردو زبان اما هم‌درد و هم‌کیش و هم‌سرنوشت، مربوط می‌سازد، پرکنیم».
این نشریه در ابتدای انتشارش با استقبال مواجه شد اما تنها توانست ۲ سال دوام بیاورد و تعطیل شد.